# Торкильдсен, Андреас
Андреас Торкильдсен (норв. Andreas Thorkildsen, род. 1 апреля 1982 года в Кристиансанне, Норвегия) — норвежский метатель копья, двукратный олимпийский чемпион, чемпион мира 2009 года, двукратный чемпион Европы 2006 и 2010 годов. Является первым метателем копья в истории, который смог выиграть золотые медали на трёх крупнейших международных соревнованиях: Олимпийских играх, чемпионате мира и чемпионате Европы. Он являлся лидером рейтинга Международной ассоциации легкоатлетических федераций (ИААФ) среди метателей копья по состоянию на сентябрь 2008 года. В 2001 году установил мировой рекорд среди юниоров, который до сих пор не побит.

## Личная жизнь
Отец Андреаса Том Торкильдсен также был метателем копья, его личный рекорд, установленный в 1974 году, был равен 71,64 метра. Мать Андреаса Бент (урождённая Амундсен) была победительницей национального чемпионата в беге на 100 метров с барьерами. Андреас имеет одного старшего брата. До 2011 года встречался с норвежской барьеристкой Кристиной Вукичевич. Также Торкильдсен выступал в роли модели на показе бывшего футболиста Мартина Далина, представляя его зимнюю и осеннюю коллекции 2007 года.

## Карьера

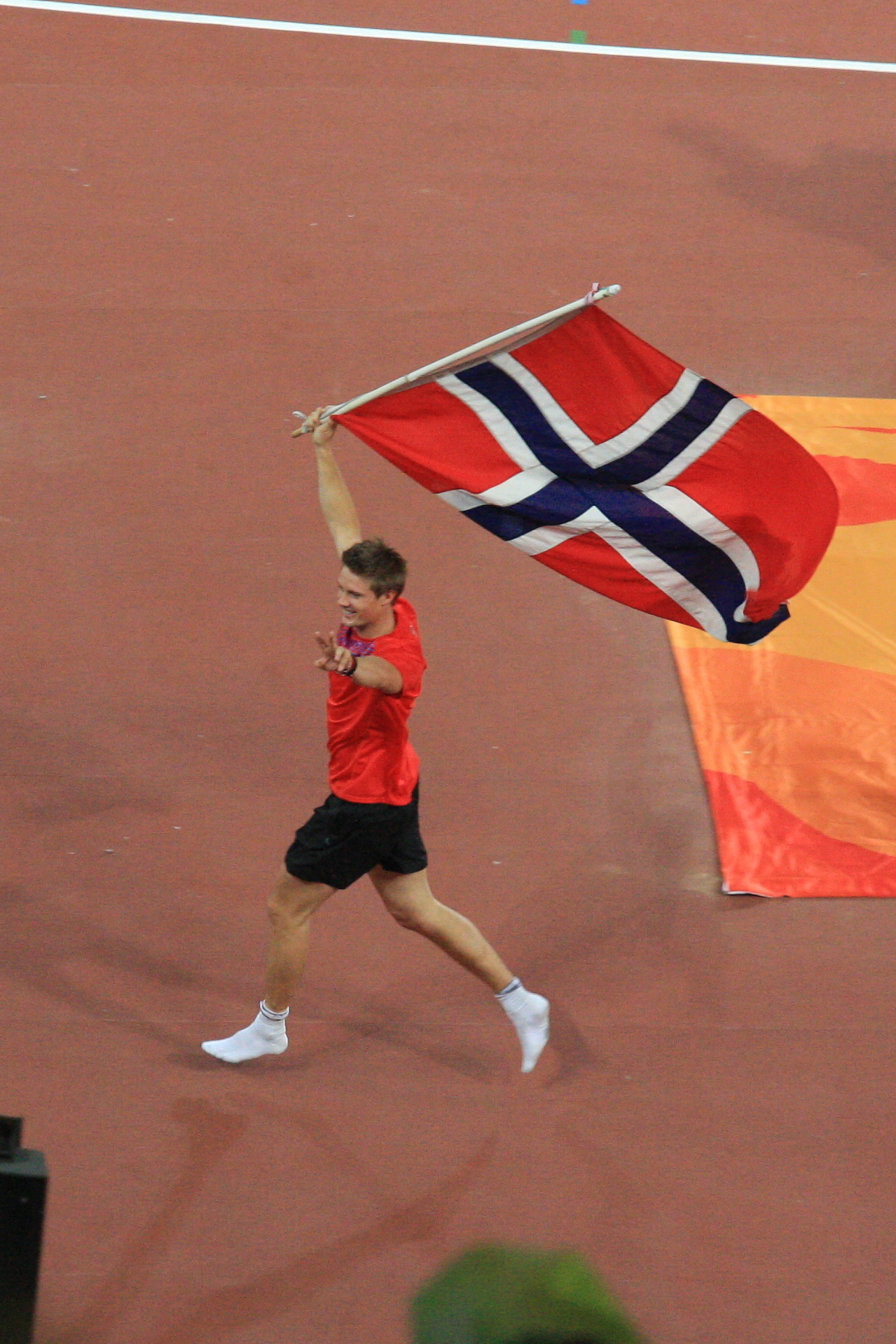
Андреас Торкильдсен на Олимпиаде в Пекине

Торкильдсен начал заниматься метанием копья в возрасте 11 лет, его тренером до 1999 года был его отец Том. Андреас установил множество национальных рекордов в подростковом возрасте. В 1996 году он установил национальный рекорд среди четырнадцатилетних (53,82 м), в 1998 среди шестнадцатилетних (61,57 м), в 1999 среди семнадцатилетних (72,11), в 2000 среди восемнадцатилетних (77,48). В 1999 году финишировал седьмым на чемпионате мира среди юниоров.
В 2001 году Торкильдсен переехал в Осло и начал тренироваться под руководством тренера Асмунда Мартинсена, бывшим метателем копья, который выиграл бронзовую медаль в 1994 году на норвежском чемпионате. Сотрудничество оказалось плодотворным, так как Торкильдсен вскоре преодолел 80-метровый рубеж, совершив бросок на 83,87 метров, тем самым установив рекорд мира среди юниоров.
Настоящая известность пришла к нему после Олимпийских игр в Афинах в 2004 году, на которых он сенсационно завоевал золото, опередив Вадима Василевского из Латвии и россиянина Сергея Макарова.
В 2005 году Торкильдсен завоевал серебро на чемпионате мира в Хельсинки, уступив только эстонцу Андрусу Вярнику.
В 2006 году Торкильдсен завоевал золотую медаль на чемпионате Европы в Гётеборге, показав результат 88,78 м.
В 2007 году  Торкильдсену вновь не удаётся победить на чемпионате мира, который в этом году проходил в Осаке. На этот раз он вновь завоевал серебряную медаль, проиграв финну Теро Питкямяки.
Однако на Олимпийских играх в Пекине в 2008 году Торкильдсен сумел завоевать золотую медаль, установив при этом новый олимпийский рекорд — 90,57 м. Олимпийский рекорд Торкильдсен простоял до Олимпийских игр 2024 года, когда Аршад Надим в Париже метнул копьё на 92,97 м.
2009 год ознаменовался для Андреаса его первой победой на чемпионатах мира. В Берлине он победил с результатом 89,59 м, опередив ставшего вторым кубинца Гильермо Мартинеса и завоевавшего бронзу японца Юкифуми Мураками.
11 мая 2016 года Андреас сообщил об завершении профессиональной карьеры.